# Renteswap
 For alternative betydninger, se Swap.
Renteswap er en finansiel aftale mellem to parter om udveksling af rentebetalinger i en given periode. 
Man ser typisk renteswaps i transaktioner, hvor man vil udskifte en flydende rente med en fast rente. Swappet foregår som oftest gennem en finansiel institution.

## Eksempel
Eksempelvis mellem en andelsboligforening og et realkreditinstitut/pengeinstitut. Aftalen kan kun laves for realkreditlån, som andelsboligforeningen optager med sikkerhed i ejendommen. Det er ikke muligt at lave renteswap på lån til private andelshavere.[kilde mangler]
Renteswap-aftalen er bindende for begge parter, og et renteswap-lån kan ikke konverteres, som f.eks. et fastforrentet lån uden renteswap kan.[kilde mangler]